# Tytthogryllacris minuscula
Tytthogryllacris minuscula är en insektsart som först beskrevs av Walker, F. 1870.  Tytthogryllacris minuscula ingår i släktet Tytthogryllacris och familjen Gryllacrididae. Inga underarter finns listade i Catalogue of Life.